# Alpine Antics (film, 1936)
Pour plus de détails, voir Fiche technique et Distribution.
Alpine Antics est un cartoon Looney Tunes réalisé par Jack King en 1936.

## Synopsis
Beans et Little Kitty montent sur un traîneau à travers la neige. Sur le chemin, ils voient une affiche qui favorise un concours de ski riches en argent. Beans veut lui donner un coup comme il met son équipement. Juste à ce moment-là, un gros cougué oppressif entend Ouif, s'approche de lui, enlève ses skis et les casse avant de s'en aller. Beans veut toujours participer et enlève les rails de son traîneau en les utilisant comme skis de remplacement.
Quelques instants plus tard, le concours commence et tous les concurrents se sont rencontrés à la ligne de départ. Tout le monde se lève, mais le couguar a fait Beans ont un démarrage lent. Néanmoins, Beans fait encore son mouvement et rattrape, en évitant la nouvelle ruse du couguar comme il met tous les autres concurrents hors de la course. Enfin, c'est juste le couguar et les haricots. À l'approche de la ligne d'arrivée, le cougar est jeté sur de la glace mince et tombe dans l'eau ci-dessous. Beans le fait en toute sécurité sur la ligne d'arrivée et gagne le concours.